# Sörmlandskustens räddningstjänst

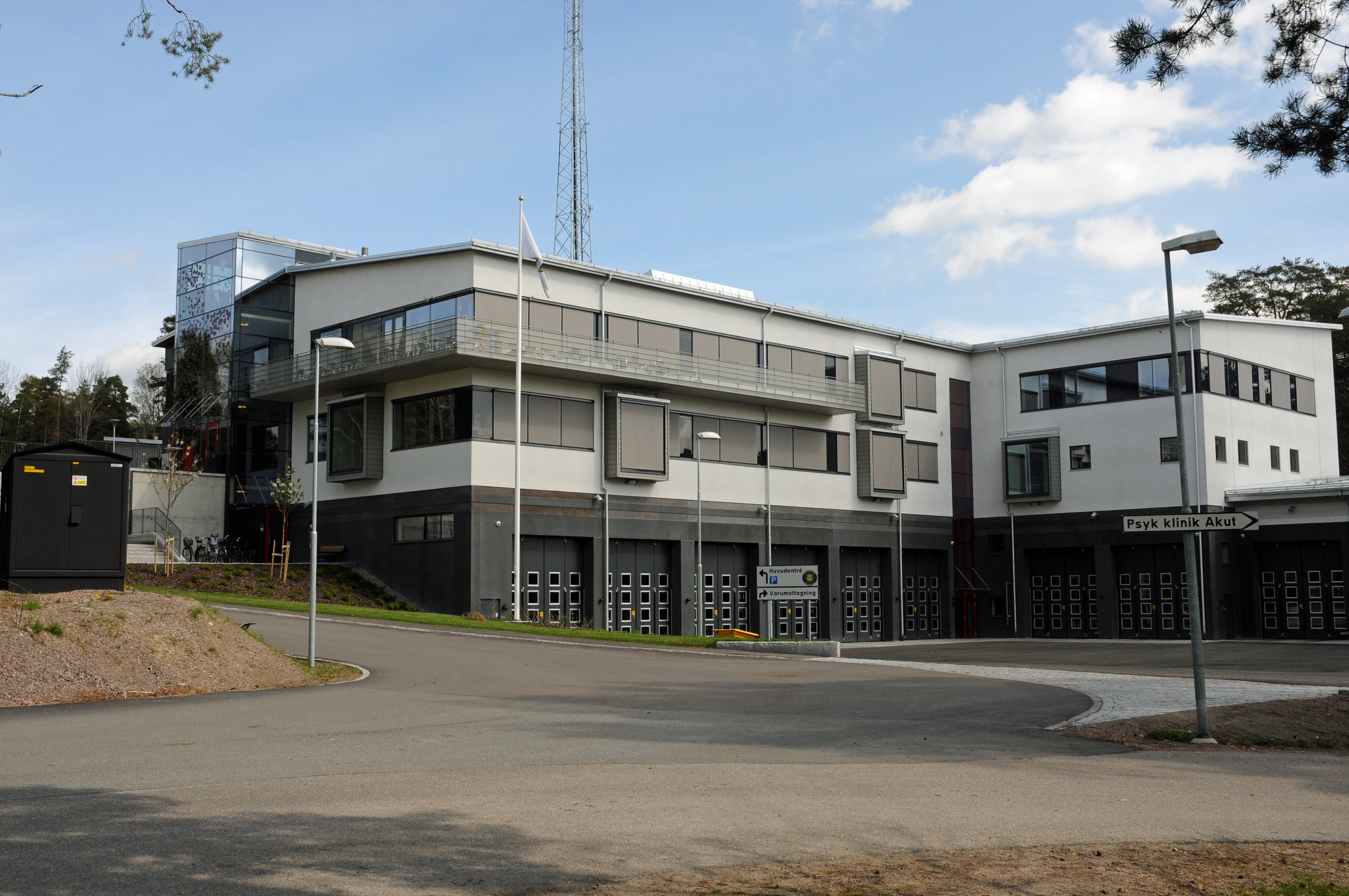
Nyköpings brandstation

Sörmlandskustens räddningstjänst (SKRTJ) är en del av Nyköpings kommun som genom civilrättsliga avtal också bedriver verksamhet i kommunerna Oxelösund, Trosa och Gnesta. Sörmlandskustens räddningstjänst ansvarar för räddningstjänst, säkerhet, trygghetsarbete och krisberedskap i dessa kommuner.
Sörmlandskustens räddningstjänst har sedan 2018 ett samarbete med Södertörns brandförsvarsförbund. De delar larmcentral i Lindvreten, Vårby Gård.
Sörmlandskustens räddningstjänst har en övningsanläggning vid Björshult utanför Nyköping. Där bedriver de bland annat utbildningar i risk och brandskydd för företag och interna vidareutbildningar för brandmän och befäl. HLR-utbildningar hålls i Nyköpings brandstation.

## Stationer
- Nyköping (heltidsstation)
- Gnesta (beredskapsstation + FIP)
- Oxelösund (beredskapsstation + FIP)

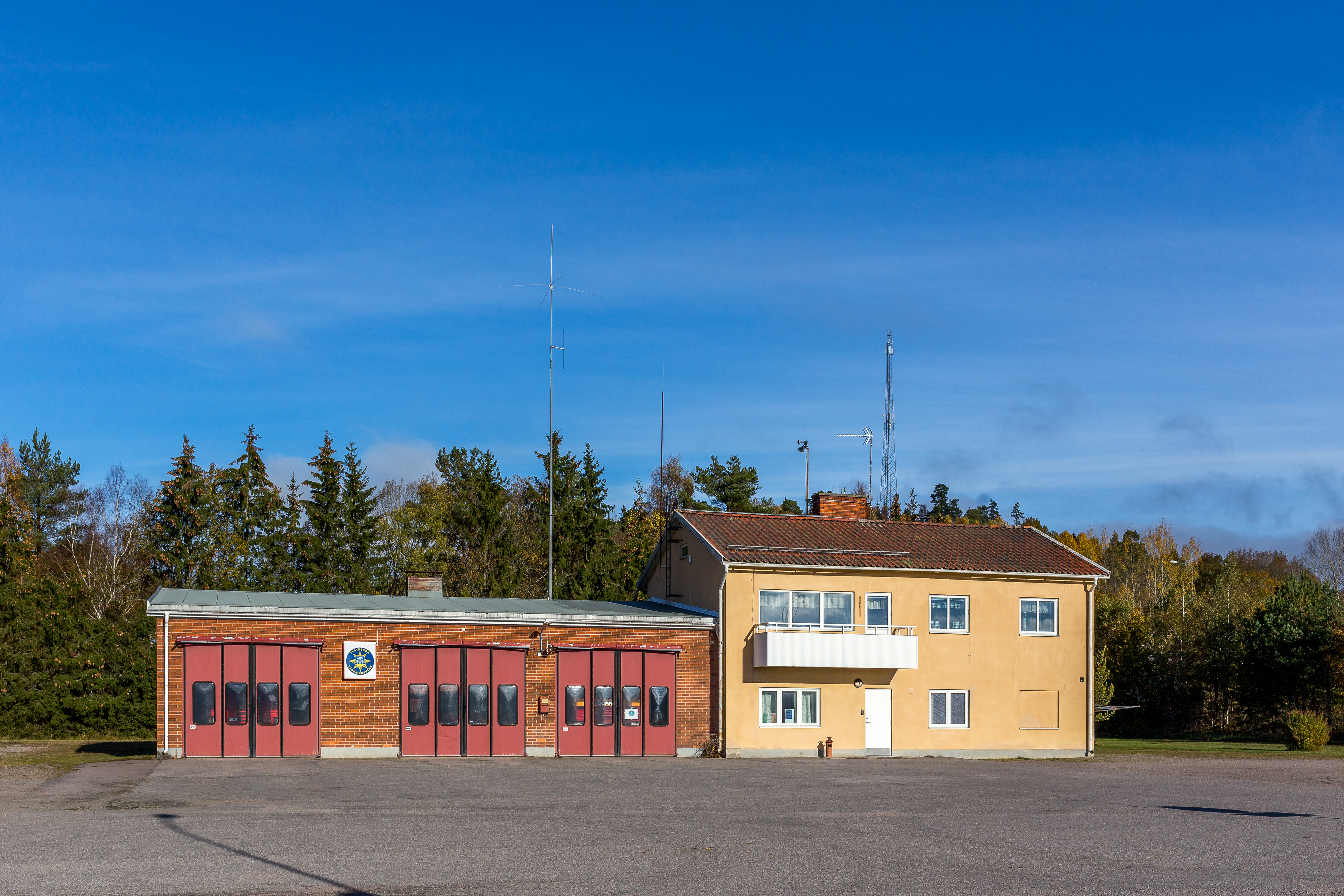
Tystberga brandstation

- Trosa (beredskapsstation + FIP)
- Vrena (beredskapsstation + FIP)

## Räddningsvärn
- Nävekvarn (med FIP)
- Tystberga
- Gåsinge
- Kila